# Giải vô địch bóng đá U-16 châu Á 1986
Giải vô địch bóng đá U-16 châu Á 1986 là phiên bản thứ hai của Giải vô địch bóng đá U-16 châu Á tổ chức bởi AFC. Đây cũng là vòng loại cho Giải vô địch bóng đá U-16 thế giới 1987 diễn ra tại Canada. Hàn Quốc vô địch giải đấu, và tham dự Giải vô địch bóng đá U-16 thế giới 1987 cùng đội á quân Qatar và đội hạng ba Ả Rập Xê Út.

## Các đội tham dự
- Bangladesh
- Bahrain
- Miến Điện
- Indonesia
- CHDCND Triều Tiên
- Hàn Quốc
- Ả Rập Xê Út
- Qatar (chủ nhà)

## Vòng bảng

### Bảng A
| Đội         | ST | T | H | B | BT | BB | HS | Đ |
| ----------- | -- | - | - | - | -- | -- | -- | - |
| Qatar       | 3  | 3 | 0 | 0 | 8  | 1  | +7 | 6 |
| Ả Rập Xê Út | 3  | 2 | 0 | 1 | 6  | 2  | +4 | 4 |
| Bangladesh  | 3  | 1 | 0 | 2 | 3  | 8  | −5 | 2 |
| Indonesia   | 3  | 0 | 0 | 3 | 2  | 8  | −6 | 0 |

| Indonesia | 1−5 | Ả Rập Xê Út |
| --------- | --- | ----------- |
|           |     |             |

| Qatar | 6−1 | Bangladesh |
| ----- | --- | ---------- |
|       |     |            |

| Bangladesh | 0−1 | Ả Rập Xê Út |
| ---------- | --- | ----------- |
|            |     |             |

| Qatar | 1−0 | Indonesia |
| ----- | --- | --------- |
|       |     |           |

| Bangladesh | 2−1 | Indonesia |
| ---------- | --- | --------- |
|            |     |           |

| Ả Rập Xê Út | 0−1 | Qatar |
| ----------- | --- | ----- |
|             |     |       |

### Bảng B
| Đội               | ST | T | H | B | BT | BB | HS | Đ |
| ----------------- | -- | - | - | - | -- | -- | -- | - |
| Hàn Quốc          | 3  | 1 | 2 | 0 | 5  | 0  | +5 | 4 |
| CHDCND Triều Tiên | 3  | 0 | 3 | 0 | 4  | 4  | 0  | 3 |
| Miến Điện         | 3  | 1 | 1 | 1 | 2  | 6  | −4 | 3 |
| Bahrain           | 3  | 0 | 2 | 1 | 3  | 4  | −1 | 2 |

| Bahrain | 3−3 | CHDCND Triều Tiên |
| ------- | --- | ----------------- |
|         |     |                   |

| Miến Điện | 0−5 | Hàn Quốc |
| --------- | --- | -------- |
|           |     |          |

| Bahrain | 0−0 | Hàn Quốc |
| ------- | --- | -------- |
|         |     |          |

| Miến Điện | 1−1 | CHDCND Triều Tiên |
| --------- | --- | ----------------- |
|           |     |                   |

| Bahrain | 0−1 | Miến Điện |
| ------- | --- | --------- |
|         |     |           |

| CHDCND Triều Tiên | 0−0 | Hàn Quốc |
| ----------------- | --- | -------- |
|                   |     |          |

## Vòng loại trực tiếp

### Bán kết
22 tháng 11
| Hàn Quốc | 1 - 0 | Ả Rập Xê Út |

| Qatar | 1 - 0 | CHDCND Triều Tiên |

### Tranh hạng ba
24 tháng 11
| Ả Rập Xê Út | 2 - 0 | CHDCND Triều Tiên |

### Chung kết
24 tháng 11
| Hàn Quốc | 0 - 0 (5 - 4 pen.) | Qatar |

## Vô địch
| Giải vô địch bóng đá U-16 châu Á 1986 |
| ------------------------------------- |
| · Hàn Quốc · Lần đầu tiên             |

## Tham dựGiải vô địch bóng đá U-16 thế giới 1987
- Hàn Quốc
- Qatar
- Ả Rập Xê Út